# Satyrus ibarrae
Satyrus ibarrae är en fjärilsart som beskrevs av Ramon Agenjo Cecilia 1963. Satyrus ibarrae ingår i släktet Satyrus och familjen praktfjärilar. Inga underarter finns listade.